# Azərbaycan Kuboku 2012-2013
La Azərbaycan Kuboku 2012-2013 è stata la 21ª edizione della coppa nazionale azera, disputata tra il 22 ottobre 2012 (con lo svolgimento del turno preliminare) e il 28 maggio 2013 e conclusa con la vittoria del Neftchi Baku, al suo sesto titolo.

## Turno preliminare
10 squadre delle divisioni inferiori si sono affrontate in gara unica, il 26 ottobre 2011.
| Squadra 1       | Risultato         | Squadra 2          |
| --------------- | ----------------- | ------------------ |
| 22 ottobre 2012 |                   |                    |
| Qala            | 2 – 4             | Kəpəz              |
| 24 ottobre 2012 |                   |                    |
| Tərəqqi         | 3 – 1             | Ağsu               |
| Qaradağ         | 7 – 0             | Lokomotiv-Biləcəri |
| MOİK Baku       | 0 – 0 (3 – 1 dtr) | Bakılı Bakı        |
| Şuşa            | 0 – 1             | Neftçala           |

## Secondo turno
| Squadra 1        | Risultato         | Squadra 2      |
| ---------------- | ----------------- | -------------- |
| 28 novembre 2012 |                   |                |
| Turan Tovuz      | 1 – 1 (3 – 5 dtr) | Xəzər-Lənkəran |
| Tərəqqi          | 0 – 5             | Neftçi Baku    |
| Kəpəz            | 0 – 2 (dts)       | Qarabağ        |
| FK Baku          | 3 – 1             | Sumqayıt       |
| Qəbələ           | 2 – 0             | Qaradağ        |
| AZAL             | 0 – 1             | Simurq         |
| MOİK Baku        | 0 – 3             | İnter Baku     |
| Rəvan Baku       | 2 – 1             | Neftçala       |

## Quarti di finale
| Squadra 1  | Totale | Squadra 2      | Andata | Ritorno |
| ---------- | ------ | -------------- | ------ | ------- |
| Simurq     | 0 – 1  | Neftçi Baku    | 0 – 0  | 0 – 1   |
| Qəbələ     | 1 – 1  | Qarabağ        | 1 – 1  | 0 – 0   |
| FK Baku    | 3 – 3  | İnter Baku     | 1 – 1  | 2 – 2   |
| Rəvan Baku | 2 – 6  | Xəzər-Lənkəran | 1 – 2  | 1 – 4   |

## Semifinali
| Squadra 1   | Totale | Squadra 2      | Andata | Ritorno |
| ----------- | ------ | -------------- | ------ | ------- |
| FK Baku     | 1 – 2  | Xəzər-Lənkəran | 1 – 0  | 0 – 2   |
| Neftçi Baku | 4 – 3  | Qarabağ        | 2 – 1  | 2 – 2   |

## Finale
| Arbitro: | Aliyar Agayev |

|                                        |                      |                                        |
| Canales Bruno Flavinho Şükürov Sadıqov | Tiri di rigore 5 – 3 | Sialmas Ramazanov Əmirquliyev Tounkara |